# 21503 Бекша
21503 Бекша (21503 Beksha) — астероїд головного поясу, відкритий 22 травня 1998 року.
Тіссеранів параметр щодо Юпітера — 3,435.